# Ephies nigrosericea
Ephies nigrosericea là một loài bọ cánh cứng trong họ Cerambycidae.